# Ali Sait Akbaytogan

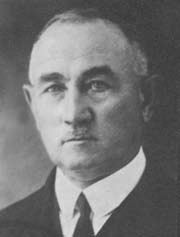
Ali Sait Akbaytogan

Ali Sait Akbaytogan, auch Ali Said Pascha, (* 1872 in Manyas, Osmanisches Reich; † 20. März 1950 in Istanbul) war ein General der Osmanischen Armee und des Türkischen Heeres (Türk Kara Kuvvetleri), der unter anderem zwischen 1924 und 1933 Oberbefehlshaber der 1. Armee sowie von 1933 bis 1935 Oberbefehlshaber der 3. Armee war.

## Leben
Der tscherkessischstämmige Akbaytogan begann nach dem Schulbesuch eine Offiziersausbildung an der Heeresschule (Harp Okulu), die er 1896 als Leutnant (Teğmen) abschloss. In der Folgezeit fand er verschiedene Verwendungen in verschiedenen Einheiten der Osmanischen Armee und wurde 1897 zum Oberleutnant (Üsteğmen), 1898 zum Hauptmann (Yüzbaşı), 1901 zum Stabshauptmann (Kıdemli Yüzbaşı), 1907 zum Major (Binbaşı) sowie 1911 zum Oberstleutnant (Yarbay) befördert. Nachdem er 1911 bis 1912 am Italienisch-Türkischen Krieg sowie zwischen 1912 und 1913 an den Balkankriegen teilgenommen hatte, wurde er 1913 zum Oberst (Albay) befördert.
Akbaytogan nahm zudem am Ersten Weltkrieg teil und wurde 1915 zum Generalmajor (Tümgeneral) befördert. Als solcher kam er 1918 in Kriegsgefangenschaft in Britisch-Jemen und kehrte nach seiner Freilassung 1919 nach Istanbul zurück. Zunächst wurde er zum XII. Korps sowie anschließend zum XXV. Korps versetzt. Am 16. März 1920 geriet er abermals in britische Kriegsgefangenschaft und wurde nach Malta verbannt. Nach seiner Freilassung am 31. Oktober 1921 kehrte er in das Osmanische Reich zurück und nahm am türkischen Befreiungskrieg teil.

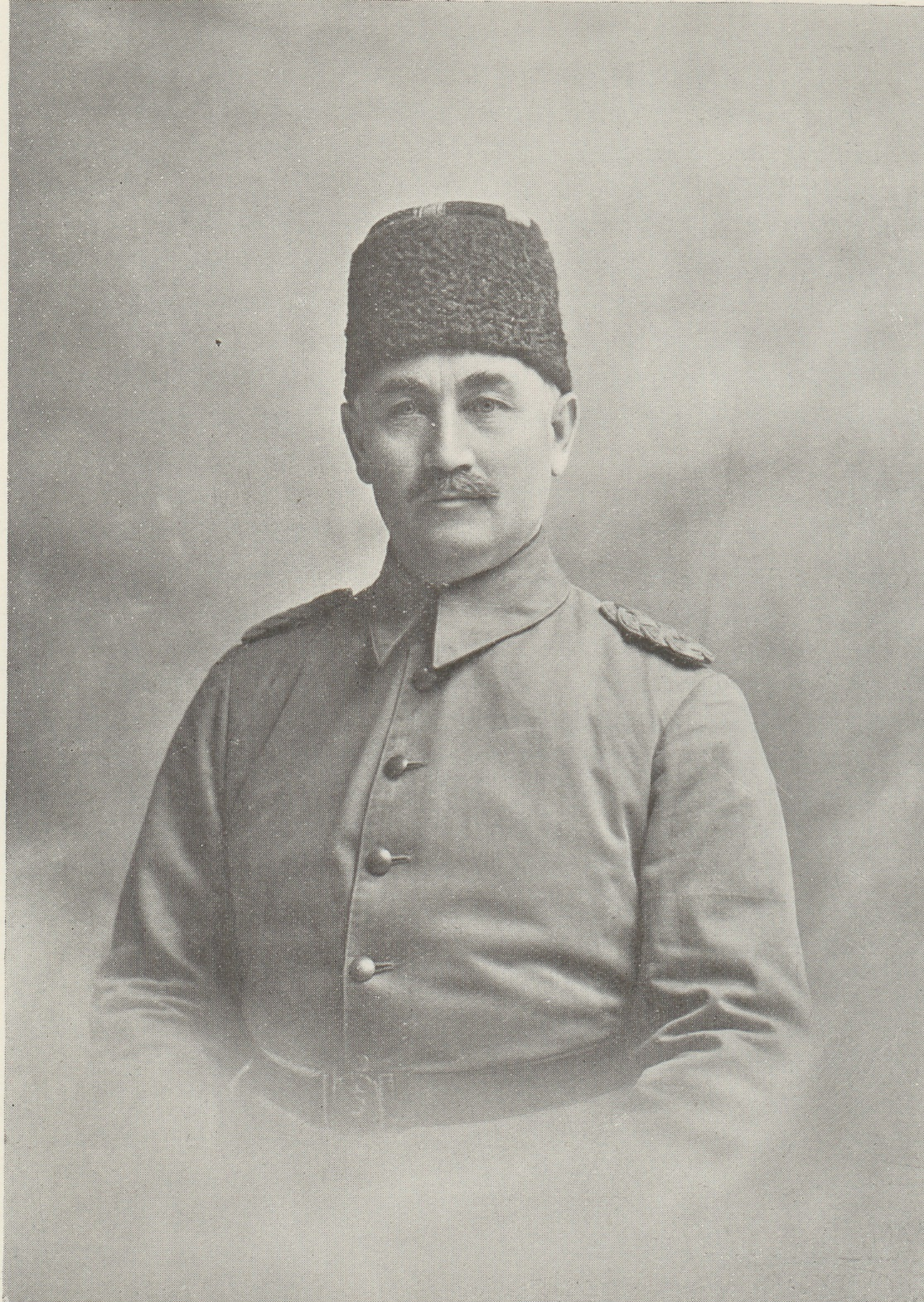
Ali Said Pascha während des Ersten Weltkriegs.

Am 20. Dezember 1921 wurde Akbaytogan Vorsitzender des Untersuchungsausschusses von Elviye-i Selâse sowie am 10. August 1922 Vorsitzender des Militärkassationshofes (Askeri Yargıtay), ehe er knapp drei Wochen später am 2. September 1922 stellvertretender Befehlshaber an der Ostfront (Doğu Cephesi) wurde. Für seine Verdienste im Befreiungskrieg wurde ihm die Unabhängigkeitsmedaille (İstiklâl Madalyası) verliehen. 1923 erfolgte seine Beförderung zum Generalleutnant (Korgeneral) und am 4. Oktober 1924 zum Kommandierenden General des 4. Korps.
Bereits am 13. November 1924 wurde Akbaytogan Oberbefehlshaber der 1. Armee (Birinci Ordu) und übte diesen Posten mehr als neun Jahre lang bis zum 22. November 1933 aus. Während dieser Zeit wurde er 1927 zum General (Orgeneral) befördert. Am 22. November 1933 wurde er Oberbefehlshaber der 3. Armee (Üçüncü Ordu) und verblieb in dieser Funktion bis zum 24. August 1935. 
Bei der Wahl vom 8. Februar 1935 wurde Akbaytogan zum Mitglied der Großen Nationalversammlung TBMM (Türkiye Büyük Millet Meclisi), der er nach seiner Wiederwahl bei der Wahl vom 26. März 1939 während der fünften und sechsten Legislaturperiode vom 1. März 1935 bis zum 15. Dezember 1943 angehörte. Daneben wurde er Mitglied des Obersten Militärrates (Yüksek Askerî Şûra), dem er bis zu seiner Versetzung in den Ruhestand am 14. Juli 1937 angehörte.